# 維諾格拉德涅 (馬爾基夫卡區)
49°23′43″N 39°24′31″E / 49.39528°N 39.40861°E
維諾赫拉德內（烏克蘭語：Виноградне）是位於烏克蘭東部的村莊，由盧甘斯克州舊比利斯克區的馬爾基夫卡市鎮負責管轄。該村始建於1921年，面積1.61平方公里，海拔高度100米，2001年人口136，人口密度每平方公里84.5人。